# 賀龍橋
賀龍橋位於云南省与四川省交界处的金沙江上，该橋總體呈東北—西南走向，桥西南一端为云南省迪庆藏族自治州德钦县奔子栏镇奔子栏村格浪水小组，东北一端为四川省甘孜藏族自治州得荣县瓦卡镇瓦卡村。

## 历史
贺龙桥建于1958年10月至1959年底。此橋是當地人民為紀念紅軍長征時，賀龍從此經過而修建，“文化大革命”中曾改名為伏龍橋，索塔上所書寫的橋名即為“伏龍橋”。後又在東面30米處重新修建一座橋，此橋不再使用。

## 结构
大橋全長約80米，寬4米，為斜拉式鐵索吊橋，所用鐵索為8號鐵絲扭成，固定於金沙江兩岸的山岩土，並立有影壁，上書毛主席長征詩。索塔高約13米，底邊長寬均為2米，以石塊和混凝土築成。橋身為鋼制。

## 文物保护
2010年公布为甘孜藏族自治州文物保護單位；2012年7月16日公佈為第八批四川省文物保護單位。2016年10月11日公布为第二批德钦县文物保护单位；2020年12月25日公布为第三批迪庆藏族自治州文物保护单位。